# Komitat Arad
Komitat Arad (węg. Arad vármegye, łac. comitatus Aradiensis) – dawny komitat w środkowej części Królestwa Węgier, w Siedmiogrodzie.
Komitat Arad powstał w XI w. Po zajęciu przez Turków w XVI w. wszedł w skład ejaletu Temeszwar. Po wyzwoleniu wszedł w skład Pogranicza Wojskowego, następnie od 1741 znów należał do Królestwa Węgier. Siedzibą władz komitatu było miasto Arad. W okresie przed I wojną światową komitat dzielił się na dziesięć powiatów i jedno miasto.
Po traktacie w Trianon komitat znalazł się w granicach Rumunii, z wyjątkiem miasta Elek, które pozostało przy Węgrzech i weszło w skład nowo utworzonego komitatu Csanád-Arad-Torontál, a od 1950 komitatu Békés.
| Powiaty (járás)                                         | Powiaty (járás) |
| Powiat                                                  | Siedziba władz  |
| ------------------------------------------------------- | --------------- |
| Arad                                                    | Arad            |
| Borosjenő                                               | Borosjenő       |
| Borossebes                                              | Borossebes      |
| Elek                                                    | Elek            |
| Kisjenő                                                 | Kisjenő         |
| Magyarpécska                                            | Magyarpécska    |
| Máriaradna                                              | Máriaradna      |
| Nagyhalmágy                                             | Nagyhalmágy     |
| Tornova                                                 | Tornova         |
| Világos                                                 | Világos         |
| Miasta na prawach komitatu (törvényhatósági jogú város) |                 |
| Arad                                                    |                 |